# Селеват
Селева́т (перс. صلوات‎) — деревня на севере Ирана. Расположена между хребтами Селеват (2242 м, на западе) и Саманлыдаг (на востоке), в верхней части долины реки Сембурчай, правого притока реки Кара-Су (бассейн Аракса). Относится к шахрестану Мешгиншехр в остане Ардебиль.